# اریک فیش
اریک فیش (انگلیسی: Erik Fish؛ زادهٔ ۱۹ مهٔ ۱۹۵۲) شناگر اهل کانادا بود.
وی در مسابقات کشوری و بین‌المللی در مجموع برندهٔ ۳ مدال برنز شده‌است.